# ام‌ئی نورمن
ام.ئی. نورمن (به انگلیسی: M.E. Norman) یک کشتی بود که طول آن ۱۱۳ فوت (۳۴ متر) بود. این کشتی در سال ۱۹۲۴ ساخته شد.